# Simpang Kelaping
Simpang Kelaping is een bestuurslaag in het regentschap Aceh Tengah van de provincie Atjeh, Indonesië. Simpang Kelaping telt 1770 inwoners (volkstelling 2010).